# CAF Urbos
Urbos是西班牙鐵路建設和協助股份有限公司（CAF）製造的一系列有軌電車的產品名稱。
至今Urbos系列路面電車已經推出第3代產品，分別介紹如下：

## Urbos 1

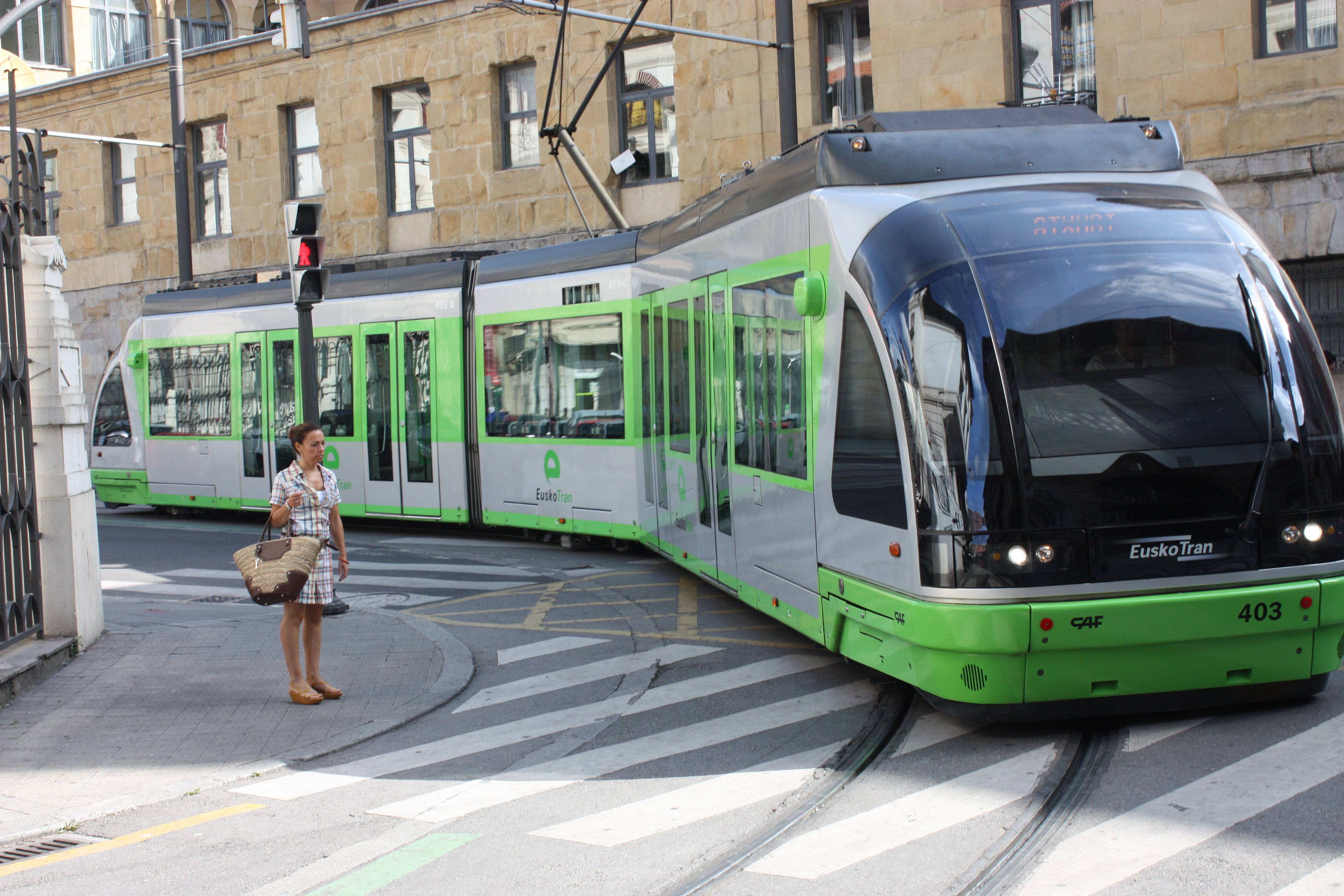
位於西班牙畢爾包的Urbos 1路面電車。

Urbos 1路面電車只有巴斯克鐵路公司公司購買，並使用於畢爾包電車。

## Urbos 2

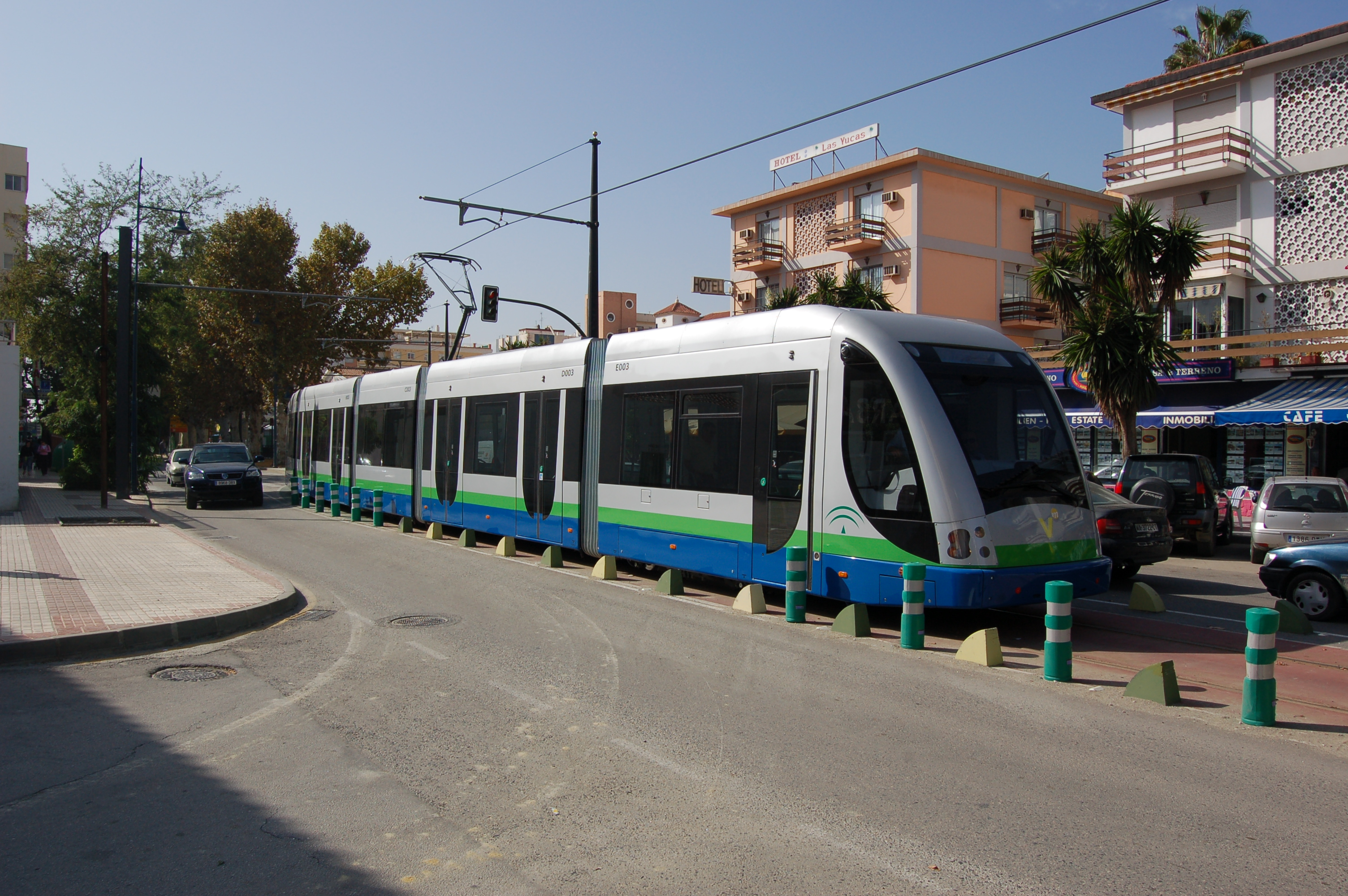
使用於贝莱斯-马拉加的Urbos 2。

- 貝萊斯-馬拉加路面電車（英语：Vélez-Málaga Tram）（悉尼輕軌租用）
- 維多利亞路面電車（西班牙语：Tranvía de Vitoria）
- 塞維亞地鐵
- Metrocentro (塞維亞)（西班牙语：Metrocentro (Sevilla)） （2011年3月被Urbos 3取代）
- 安塔利亚路面電車

## Urbos 3

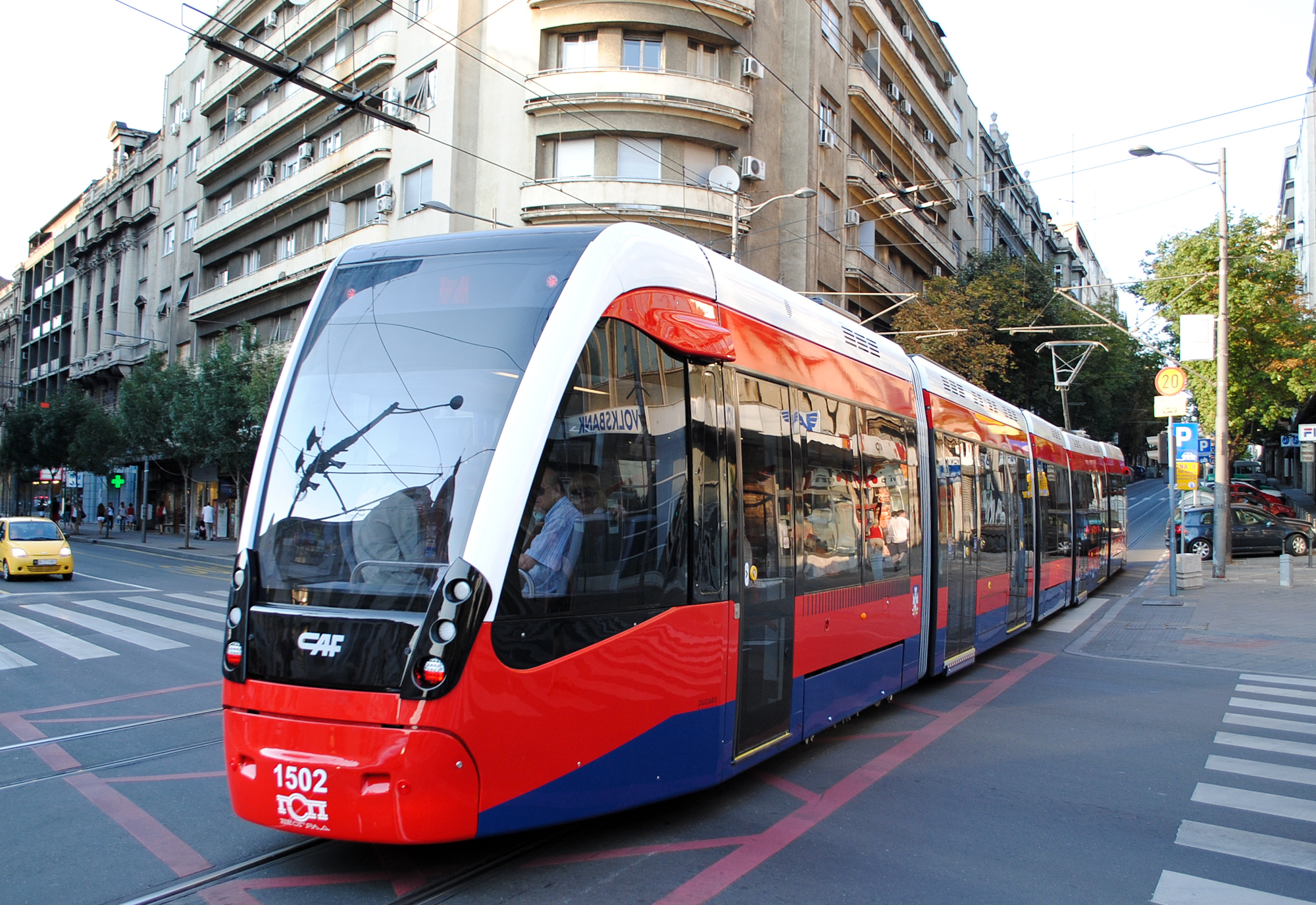
使用於貝爾格勒的Urbos 3。

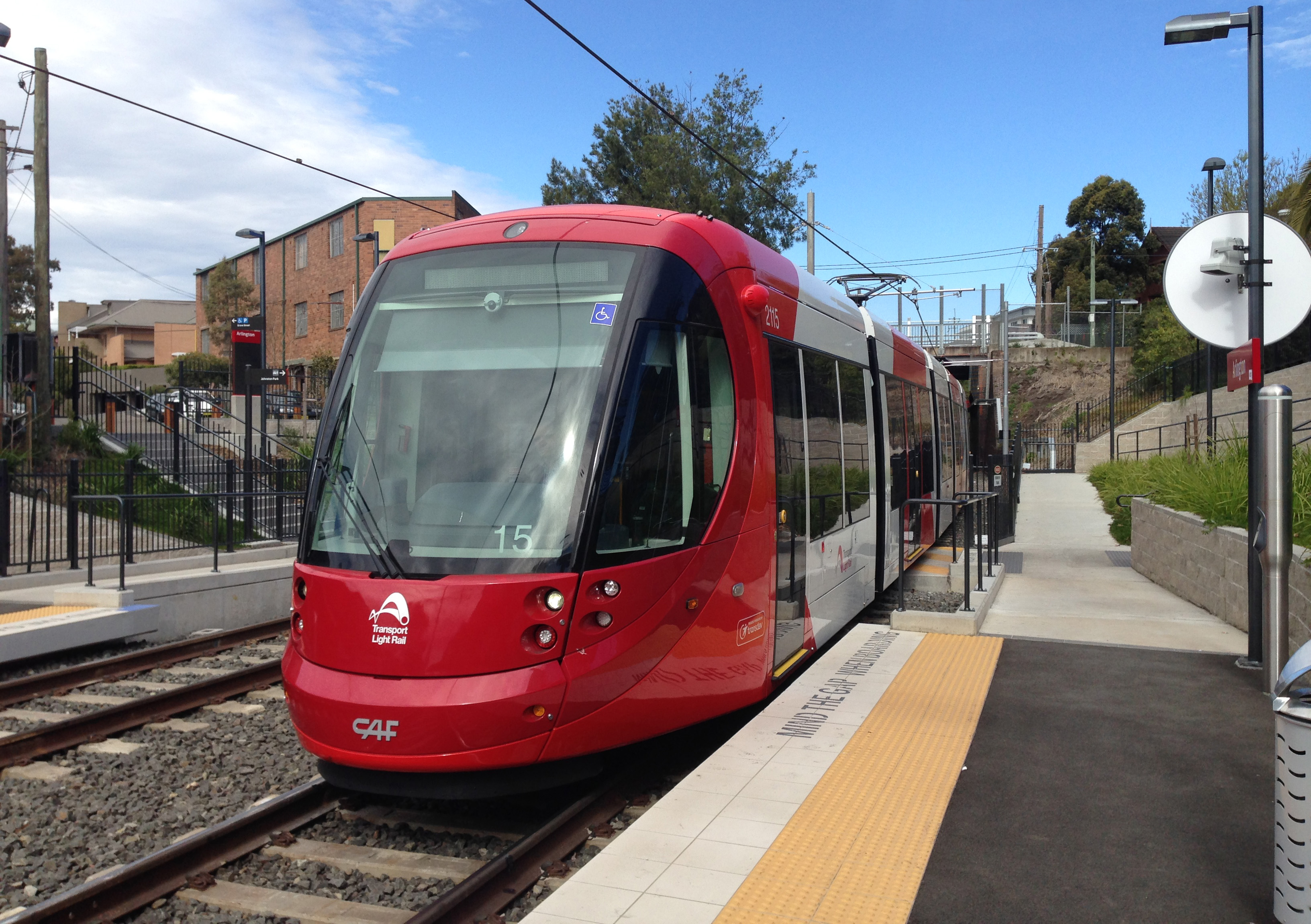
在悉尼的Urbos 3。

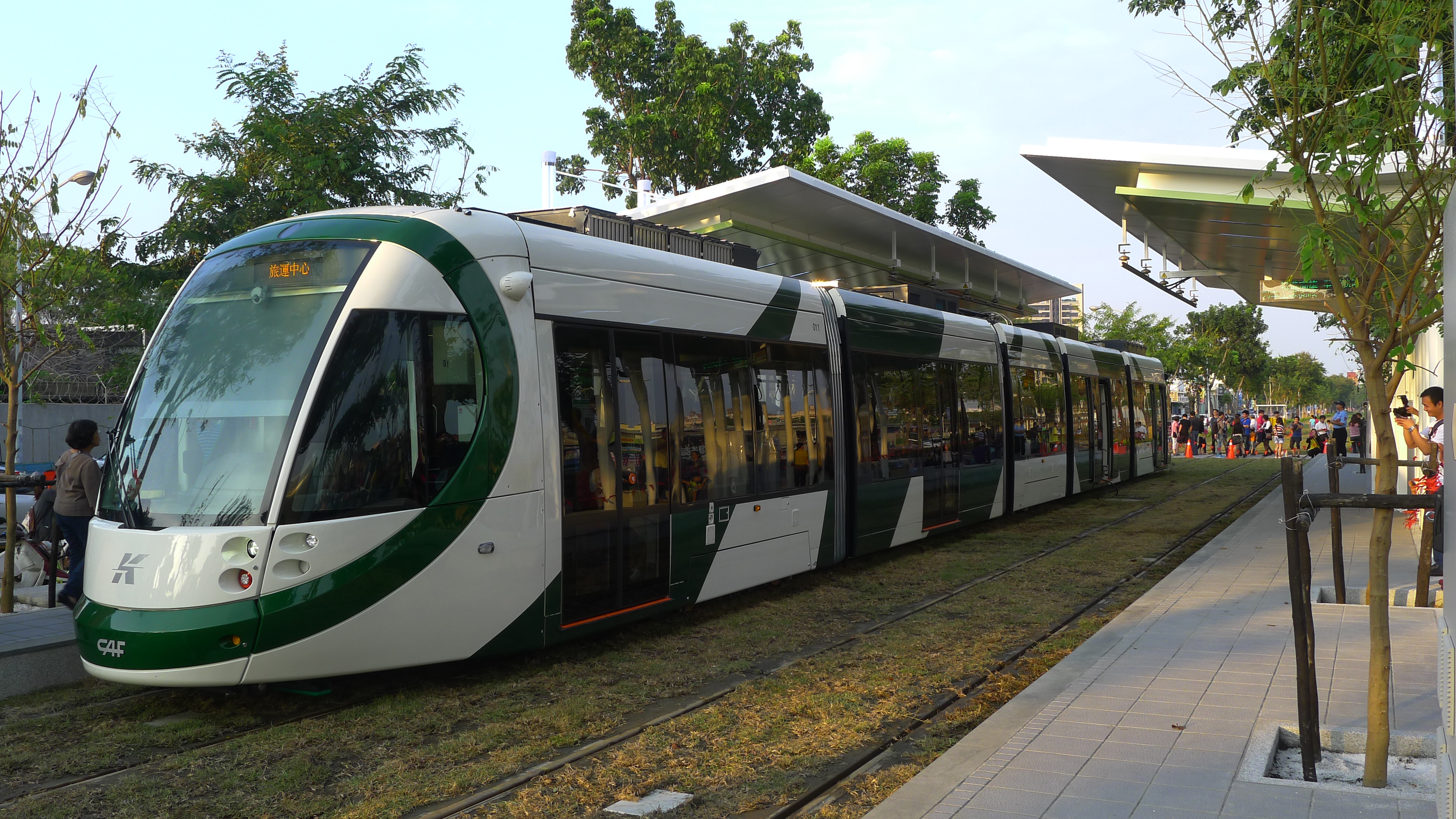
使用於高雄市高雄環狀輕軌的Urbos 3。

Urbos 3有數項創新技術，其中包含了双电层电容器的使用，讓車輛得以在無外部電源時仍易於駕駛。CAF開發的快速充電系統（Acumulador de Carga Rápida，ACR）讓塞維亞的路面電車系統得以在2011年圣周其間拆除部分區域的架空電車線。Urbos 3為低底盤列車，並且最高速為70 km/h。本型車目前用於塞維亞、薩拉戈薩和貝爾格勒、马拉加。已使用或訂購Urbos 3的城市如下：
- 巴西库亚巴（訂購40列）[5]
- 塞爾維亞貝爾格勒（30列）[6]
- 西班牙塞維亞
- 西班牙格拉那達
- 西班牙加的斯
- 葡萄牙里斯本 [7]
- 匈牙利德布勒森（18列） (18)[8]
- 蘇格蘭愛丁堡
- 西班牙馬拉加[9]
- 法國贝桑松（19列）[10]
- 瑞典斯德哥爾摩（15列）[11]
- 法國南特（8列）[11]
- 西班牙萨拉戈萨（21列）[12]
- 英格蘭Midland Metro伯明罕區域[13]（以4000萬英鎊訂購20列，並有5列選擇權）[14]
- 臺灣高雄市高雄捷運環狀輕軌CAF Urbos 3系電聯車（9列）[15]
- 美國俄亥俄州辛辛那提（英语：Cincinnati Streetcar）[16]
- 澳大利亞雪梨（2000萬澳幣訂購6列，後增購至12列）[17]
- 德國弗赖堡（訂購12列）[18][19]
- 美國密蘇里州堪薩斯城[20]
- 匈牙利布達佩斯（9000萬歐元訂購47列）[21][22]
- 荷蘭烏特勒支（荷兰语：Utrechtse sneltram）（訂購27列，預計2018年啟用）[23]
- 葡萄牙 里斯本 (訂購15列)[24]

### Urbos AXL

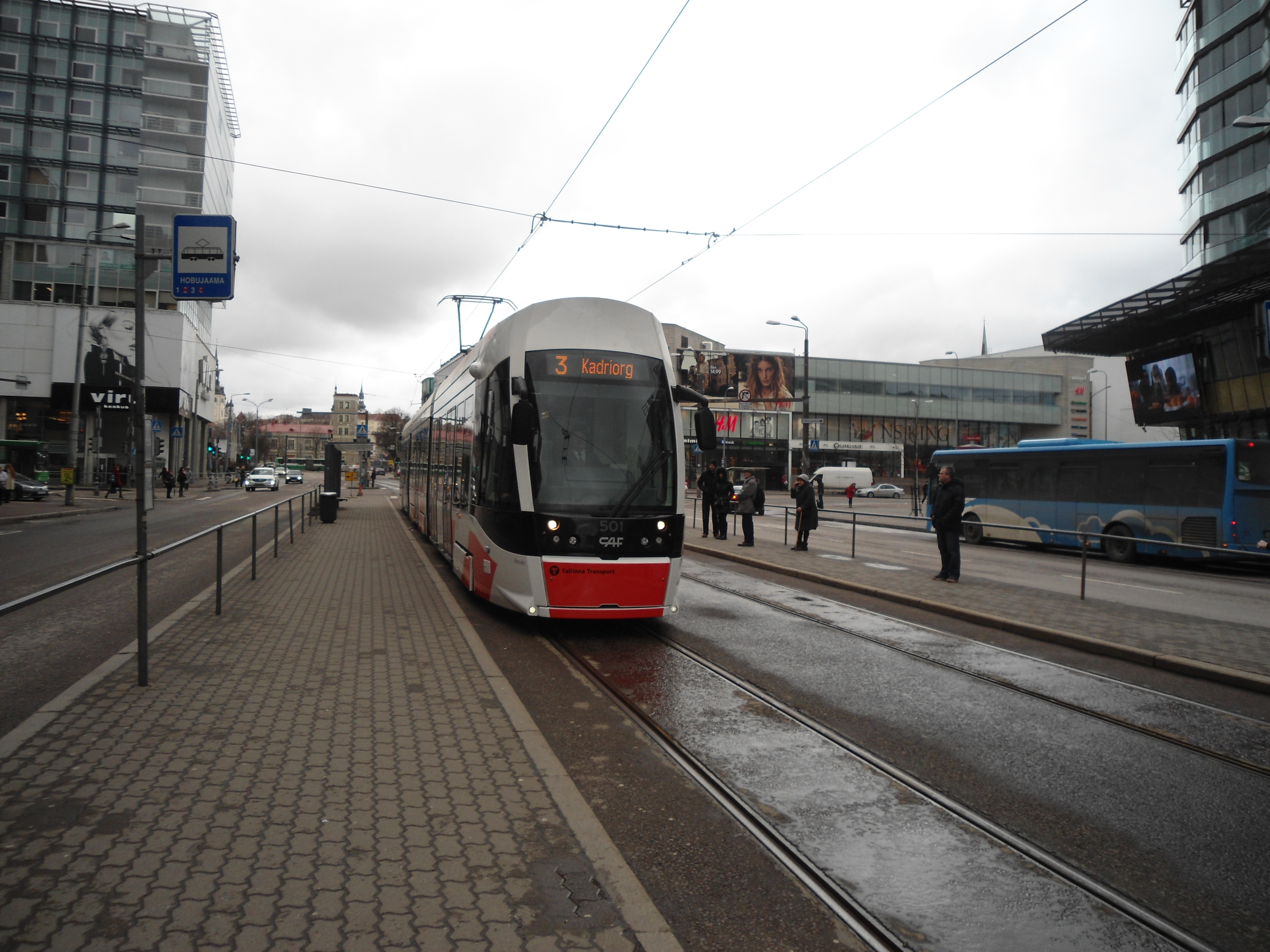
在塔林的 Urbos AXL

Urbos AXL 的設計是運量較高路線使用，最高速可達到90 km/h。列車模塊設計較大，並且列車轉向架設計適合高運量大眾運輸系統。
- 愛沙尼亞塔林（訂購20組，目前16組）[25]
- 瑞典斯德哥爾摩（英语：Public transport in Stockholm）（訂購15組）[11][26]

## 外部連結
- CAF website（页面存档备份，存于）